# Paternoppia andalusicabulensis
Paternoppia andalusicabulensis är en kvalsterart som beskrevs av Gil-Martín, Subías och Antonio Arillo 2000. Paternoppia andalusicabulensis ingår i släktet Paternoppia och familjen Oppiidae. Inga underarter finns listade i Catalogue of Life.